# María Canals Barrera
María Canals Barrera (născută María Pilar Canals; n. 28 septembrie 1966) este o actriță și cântăreață americană.
A jucat în filme ca: Magicienii din Waverly Place și Camp Rock.

## Cariera
Ea a lucrat extensiv în teatru atât în Miami și Los Angeles. Ea a făcut debutul rețeaua de televiziune în 1993 serialul de televiziune Key West și a apărut în seria BM popular ca o prostituată pe nume Candybox, precum și filme, cum ar fi America de iubiții și maestru al deghizării. Ea a câștigat recunoașterea demult cu fanii de benzi desenate în ultimii ani, pentru rolul ei ca Hawkgirl / Shayera Hol pe Bruce Timm lui Justice League și Justice League serie nelimitată.
Ea a avut, de asemenea, un rol recurent în stare de șoc Static Shelly Sandoval, un reporter de știri, și în Danny Phantom Danny Fenton / îndrăgostit de liceu Fantoma lui, Paulina. Ea a efectuat, de asemenea, vocea de Mercedes "Meche" COLOMAR în 1998 Grim Fandango joc video. Canals jucat, de asemenea caractere accidentale în două episoade pe serialul TV The Boondocks ("Lupta Bunicul lui" și "Home Alone").
Canale are, de asemenea, a jucat în seria Lopez George TV joc de George sora-in-lege, Claudia. Ea este vocea de Sunset Boulevardez pe cei mândri de familie. Ea descrie personajul principal al Theresa Russo în hit Disney Channel Original Series Wizards of Waverly Place. Ea a portretizat în 2008 Disney Channel Original Film Camp Rock alături de Demi Lovato în rolul de mama ei, Connie Torres.
Ea, de asemenea, a jucat ca Theresa Russo în Wizards of Waverly Place: The Movie, un film original Disney Channel 2009, pe baza Wizards of Waverly Place.

## Filmografie

### Film
| An   | Titlu                                     | Rol                | Note                |
| ---- | ----------------------------------------- | ------------------ | ------------------- |
| 1993 | Cop and a Half                            | Mrs. Bobo #2       |                     |
| 1993 | Harlan & Merleen                          | Carmen             | Film de televiziune |
| 1995 | My Family                                 | Young Irene        |                     |
| 2001 | America's Sweethearts                     | Adinah             |                     |
| 2002 | Bad Boy                                   | Woman at bar       |                     |
| 2002 | The Master of Disguise                    | Sophia             |                     |
| 2003 | Imagining Argentina                       | Esme Palomares     |                     |
| 2003 | Scooby-Doo and the Monster of Mexico      | Sofia Otero        | Voce                |
| 2005 | The Proud Family Movie                    | Sunset Boulevardez | Voce                |
| 2008 | Camp Rock                                 | Connie Torres      | Film de televiziune |
| 2009 | Wizards of Waverly Place: The Movie       | Theresa Russo      | Film de televiziune |
| 2010 | Camp Rock 2: The Final Jam                | Connie Torres      | Film de televiziune |
| 2011 | Larry Crowne                              | Lala Pinedo        |                     |
| 2012 | Batman: The Dark Knight Returns: Part One | Ellen Yindel       | Voce                |
| 2013 | Batman: The Dark Knight Returns: Part Two | Ellen Yindel       | Voce                |
| 2013 | Night of the Hipsters                     | Barbara            | Scurtmetraj         |

### Televiziune
| An        | Titlu                             | Rol                                     | Note                                               |
| --------- | --------------------------------- | --------------------------------------- | -------------------------------------------------- |
| 1990      | 21 Jump Street                    | Rosina                                  | Episodul: "La Bizca"                               |
| 1991      | Super Force                       | Lori Wechsler                           | 2 episoade                                         |
| 1992–1993 | Corte Tropical                    | Adrianita                               |                                                    |
| 1992–94   | Marielena                         | Nancy                                   | Recurring role                                     |
| 1993      | Key West                          | Fig                                     | Recurring role, 5 episoade                         |
| 1994      | Viper                             | Carla                                   | Episodul: "Wheels of Fire"                         |
| 1994      | Murder, She Wrote                 | Carmen                                  | Episodul: "Wheel of Death"                         |
| 1995      | Almost Perfect                    | Carmen                                  | Episodul: "You Like Me, You Really Like Me"        |
| 1996      | Goode Behavior                    | Denise                                  | Episodul: "Goode Feelings"                         |
| 1997–98   | The Tony Danza Show               | Carmen Cruz                             | Series regular 14 episoade                         |
| 1998      | Caroline in the City              | Maria                                   | Episodul: "Caroline and the Toothbrush"            |
| 1998      | Veronica's Closet                 | Dannie                                  | Episodul: "Veronica's a Partner Now"               |
| 1999      | Beggars and Choosers              | Yolanda                                 | Recurring role                                     |
| 2000–03   | Static Shock                      | Shelly Sandoval, Hawkgirl               | Voice, 14 episoade                                 |
| 2000      | That's Life                       |                                         | Episodul: "Bad Hair Week"                          |
| 2001      | Popular                           | Candy Box                               | Episodul: "Fire in the Hole"                       |
| 2001      | The Brothers García               | Ms. Azteca                              | Episodul: "Love Is Very... Confusing"              |
| 2001–05   | The Proud Family                  | Sunset Boulevardez                      | Voice, 19 episoade                                 |
| 2001–04   | Justice League                    | Femeia Șoim, Livewire                   | Voice, 43 episoade                                 |
| 2002      | American Family                   | Christy                                 | Recurring role, 5 episoade                         |
| 2003      | Miss Match                        | Store Manager                           | Episodul: "Santa, Baby"                            |
| 2004      | Curb Your Enthusiasm              | Dalilah the Hygienist                   | 2 episoade                                         |
| 2004–07   | Danny Phantom                     | Paulina                                 | Voice, 15 episoade                                 |
| 2005–06   | Liga Dreptății fără limite        | Femeia Șoim, Fire                       | Voice, 9 episoade                                  |
| 2005–07   | The Boondocks                     | Spanish TV Reporter / Costa Rican Woman | Voice, 2 episoade                                  |
| 2006      | George Lopez                      | Claudia                                 | Episodul: "A Funeral Brings George to His Niece"   |
| 2006      | Handy Manny                       | Peggy Salazar                           | Voice, "Supremoguy/Tool Talk"                      |
| 2007      | The Loop                          | Agent Denise                            | Episodul: "Yeah, Presents"                         |
| 2007–12   | Wizards of Waverly Place          | Theresa Russo                           | Series regular, 106 episoade                       |
| 2009      | Special Agent Oso                 | Voice Role                              | Episodul: "Octo-Puzzle/One Suitcase Is Now Enough" |
| 2011      | Generator Rex                     | Valentina                               | Episodul: "Outpost"                                |
| 2012      | Pound Puppies                     | Dr. Trudy                               | Voce, 3 episoade                                   |
| 2013      | The Wizards Return: Alex vs. Alex | Theresa Russo                           |                                                    |
| 2014      | Baby Daddy                        | Carol Beltran                           | Episodul: "Bonnie's Unreal Estate"                 |
| 2014      | Gang Related                      | Marciela Acosta                         | 2 episoade                                         |
| 2014–2015 | Cristela                          | Daniela                                 | Series regular                                     |
| 2015      | Members Only                      | Hilda                                   | Series regular                                     |

### Jocuri video
| An   | Titlu                                   | Rol                      | Note |
| ---- | --------------------------------------- | ------------------------ | ---- |
| 1998 | Grim Fandango                           | Mercedes 'Meche' Colomar | Voce |
| 2011 | Marvel vs. Capcom 3: Fate of Two Worlds | She-Hulk                 | Voce |
| 2011 | Ultimate Marvel vs. Capcom 3            | She-Hulk                 | Voce |
| 2015 | Infinite Crisis                         | Hawkgirl                 | Voce |